# Lasarettet Trelleborg
Lasarettet Trelleborg ingår i sjukvårdsförvaltningen Skånes universitetssjukvård, som är en av Region Skånes fem hälso- och sjukvårdsförvaltningar. Cirka 700 personer arbetar på sjukhuset.

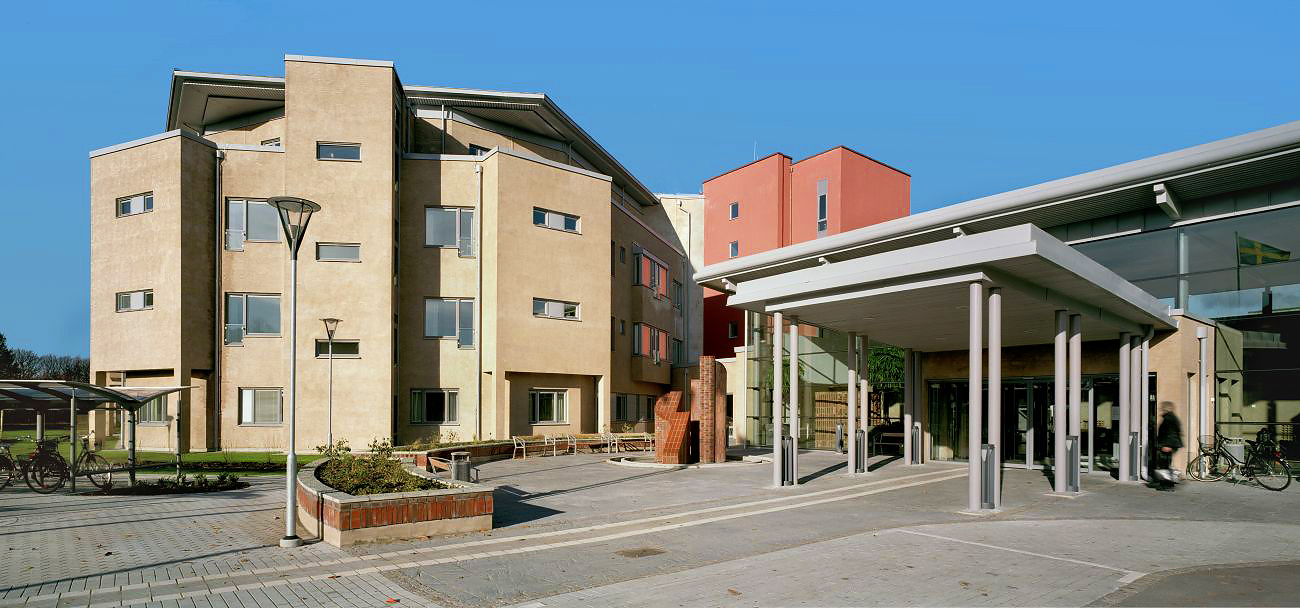
Huvudentré

Sjukhuset har en akutmottagning öppet under dagtid  och flera olika avdelningar, dock ingen förlossningsavdelning.

## Historia
Trelleborgs lasarett invigdes 1893, i en byggnad som senare kom att inrymma stadens museum, och hade den gången 20 sängar. Då var Carl August Ljunggren den enda läkaren som arbetade på sjukhuset. Redan 1900 byggdes sjukhuset ut genom att man lade till en våning och sängantalet blev därför dubbelt. 1921 byggdes man till 3 så kallade ligghallar, främst avsedda för tuberkulos-sjuka. Antalet sängplatser blev 65. Ett helt nytt sjukhus med 91 sängplatser byggdes längre in i staden och invigdes 1932. År 1962 delades lasarettet och fick en medicinsk del, en kirurgisk del och en röntgenavdelning, varvid sjukhuset blev ett så kallat normallasarett, nu med 125 sängplatser. 1967 blev sängplatsantalet 246. 1995 inbjöds tre arkitekter till en tävling om förnyelse av lasarettet. Vann gjorde Arkitekt SAR Gösta Eliasson, ETV arkitekter. 1999 återinvigdes sjukhuset med nya kirurg- och medicinmottagningar, vårdavdelningar, entréhall samt omfattande ombyggnad av akutmottagning och övriga mottagningar. De sexkantiga vårdavdelningarna med 27 vårdplatser, varav 9 enkelrum och 9 dubbelrum är unika till sin utformning och ger korta gångavstånd för personalen.